# The Manicure Girl (film 1925)
The Manicure Girl è un film muto del 1925 diretto da Frank Tuttle.

## Produzione
Il film fu prodotto dalla Famous Players-Lasky Corporation.

## Distribuzione
Distribuito dalla Paramount Pictures, il film uscì nelle sale cinematografiche statunitensi il 6 luglio 1925 dopo essere stato presentato in prima a New York il 14 giugno 1925.
Non si conoscono copie ancora esistenti della pellicola che viene considerata presumibilmente perduta.